# Heteroacanthocephalus hureaui
Heteroacanthocephalus hureaui är en hakmaskart som beskrevs av Dollfus 1964. Heteroacanthocephalus hureaui ingår i släktet Heteroacanthocephalus och familjen Heteracanthocephalidae. Inga underarter finns listade i Catalogue of Life.